# Скобелєв Олександр Сергійович
Скобелєв Олекса́ндр Сергі́йович (рос. Скобелев Александр Сергеевич, 12 (24) грудня 1886 року, с. Новіковка — 24 грудня 1923 року, Москва) — російський радянський письменник.

## Біографія
Народився 12 грудня 1886 року в с. Новіковка (зараз Старомайнський район, Ульянівська область, Росія) у родині селянина, колишнього унтер-офіцера лейб-гвардії уланського полку. Батько письменника згодом переїхав з села до міста, де працював швейцаром. Сам Скобелєв мешкав у селі у діда, займався землеробством, потім працював у місті (у друкарні, в крамниці). Згодом поступив до учительської семінарії, закінчив її і близько 10 років працював сільським учителем.
Взяв активну участь у жовтневому перевороті 1917 року (член Самарського ради солдатських депутатів). Працював у кількох газетних редакціях. З 1922 року мешкав у Москві.

## Творчість
Друкувався з 1906 року. Після жовтневого перевороту 1917 року — один з перших радянських письменників, який у своїх творах — «Марія-більшовичка» (1921), «Андрон Недолугий», «Гуси-лебеді», «Ташкент — місто хлібне» (всі — 1923), «Повісті про бабів» (1924) показав гострі соціальні та психологічні конфлікти, які відбувалися в процесі класового розшарування селянства, роль більшовиків у боротьбі за нове життя. Захоплено привітавши Жовтневий переворот, Неверов присвятив всю свою творчість відбиттю процесу революційних змін укладу життя села. На думку радянських літераторів слабкою ланкою у творчості письменника була відсутність зв'язку села з містом, з пролетаріатом. Значна увага приділив сільській інтелігенції. З однієї сторони відображення класової деференциації села, розкриття контрреволюційності кулаків, з іншої — нечіткість в розумінні кінцевих соціалістичних цілей революції, значення комуністичної партії.
Письменник добре знав російське село, його побут, мову тощо.
Скобелєв — один з першопрохідців радянської дитячої літератури. Його твори перекладалися на інші мови світу.

## Перелік творів
- 1921 — Марія-більшовичка
- 1923 — Андрон Недолугий
- 1923 — Гуси-лебеді
- 1923 — Ташкент — місто хлібне (повість)
- 1924 — Повісті про бабів

та інші: «Вчитель Стройкін», «Сірі дні», «Страх», «Без квітів», «Діти», «Шапка з пером», «Шкраби» тощо.

## Екранізації творів
- 1967 — «Ташкент — місто хлібне» (реж. Шухрат Аббасов, кіностудія Узбекфільм)